# Andrea Gallandi
Andrea Gallandi, C.d.O. (Venezia, 7 dicembre 1709 – Venezia, 12 gennaio 1779), è stato uno storico patrologo italiano.

## Biografia
Gallandi discendeva da un'antica famiglia di origine francese. Svolse i propri studi teologici e storici con ottimi maestri, come i domenicani, Daniele Concina, celebre teologo morale, e Bernardo Maria De Rubeis, famoso storico e teologo. Con i suoi antichi professori mantenne una stretta amicizia dopo essere entrato a far parte dell'Oratorio di San Filippo Neri.

## Opere
La sua reputazione come studioso si basa sulla monumentale Bibliotheca veterum patrum antiquorumque scriptorum ecclesiasticorum Græco-Latina (Venezia, 1765-81, 14 voll.; 2ª ed., 1788), ancora oggi prezioso punto di riferimento per gli studiosi. Gallandi non visse abbastanza per vederla completata. Si tratta di una raccolta delle opere di 380 padri e scrittori ecclesiastici dei primi sette secoli dell'era cristiana; il merito principale dell'opera è che, invece di raccogliere le opere più importanti, già accessibili a stampa, Gallandi pubblicò gli scritti più piccoli e meno noti. Gli originali greci vennero stampati accanto a traduzioni latine, con l'aggiunta di copiose note relative agli autori e alle loro opere.
Gallandi pubblicò anche una raccolta dei trattati dei più famosi canonisti (Coustant di Saint-Maur, i fratelli Ballerini, ecc.), che avevano trattato dell'origine e dello sviluppo del diritto canonico, intitolata De vetustis canonum collectionibus dissertationum sylloge (Venezia, 1778 1 vol. folio; Magonza, 1790, 2 voll.). Alla sua morte Gallandi lasciò manoscritto il Thesaurus antiquitatis ecclesiasticæ historico-apologetico-criticus complectens SS. patrum gesta et scripta doctissimorum virorum dissertationibus asserta et illustrata ac juxta seriem XII sec. digesta.